# Антоніо Бертолоні
Антоніо Бертолоні (італ. Antonio Bertoloni; 11 лютого 1775, Сарцана — 17 квітня 1868, Болонья) — італійський ботанік, професор ботаніки, міколог та лікар.

## Біографія
Антоніо Бертолоні народився в комуні Сарцана 11 лютого 1775 року.
Вивчав медицину і ботаніку у Павійському університеті, пізніше займався лікарською практикою у своєму рідному місті, у 1811 році став професором природничих наук Королівського ліцею у Генуї.
З 1815 року він був професором ботаніки у Болонському університеті.
Антоніо Бертолоні зробив значний внесок у ботаніку, описавши безліч видів рослин.
Помер Антоніо Бертолоні в місті Болонья 17 квітня 1868 року.

## Публікації
- Amoenitates italicae. 1819.
- Pralectiones rei herbariae. 1827.
- Dissertatio de quibusdam novis plantarum speciebus et de Bysso antiquorum. 1835.
- Florula guatimalensis. 1840.
- Miscellanea botanica. 1842–1863.
- Piante nuove asiatiche. 1864–1865.

- Бертолонія — ботанічний рід із родини Melastomataceae.
- Ophrys bertolonii, широко відомий як бджолина орхідея Бертолоні, — вид орхідей, що походить із західного та центрального Середземномор'я (Іспанія, Франція, Корсика, Сардинія, Сицилія, материкова Італія, Албанія та Хорватія).